# IEEE通信快報
IEEE通信快報（英語：IEEE Communications Letters）是由IEEE通信學會（IEEE Communications Society）出版的月期刊。它提供研究人員由相關研究員或科學家所提出的7到10篇有關通信技術各個領域的最新成果及發展技術的短篇文章。所有接受的提交文章會在四個月內刊出。IEEE通信快報自2013年5月1日起進行雙盲評審程序。根據期刊引证报告，本期刊在2012年的影响因子為<1.16>、特徵因子（eigenfactor）分值為<0.01709>，以及論文影響分值(article influence score)為<0.549>。
目前IEEE通信快報的總編輯為"喬治·K.·凱瑞吉安第斯"(George K. Karagiannidis)。
據快報網站的公佈，通信技術主題包括，但不只限於右列項目：調變及信號設計、語音、圖像及視頻通信、編碼理論與應用；無線個人通信、展頻通信、同步和頻等化；檢測和估計；多工和載波技術、光通信、通信網絡及多媒體ATM設計等。

## 外部連結
- IEEE Communications Society's Digital Library（页面存档备份，存于）
- IEEE Communications Society Website（页面存档备份，存于）
- IEEE Xplore （页面存档备份，存于）
- OPAC Link
- IEEE Communications Letters